# Rodger Ward
Pour les articles homonymes, voir Ward.
Rodger Morris Ward, né le 10 janvier 1921 à Beloit (Kansas) et mort le 5 juillet 2004 à Anaheim (Californie) à 83 ans, est un pilote automobile américain, cinquième double vainqueur des 500 miles d'Indianapolis et qui bâtit sa carrière essentiellement durant la première moitié des années 1960.

## Biographie
Il est pilote de chasse durant la Seconde Guerre mondiale sur Lockheed P-38 Lightning, puis de bombardier sur Boeing B-17 Flying Fortress, avant de devenir instructeur. Après guerre, il est stationné à Wichita Falls au Texas. À la suite de son départ de l'armée en 1946, il se met à conduire des midget-car (de)s, remportant ainsi le Grand Prix de San Diego en 1948. Le 10 août 1950, sa Ford 60 "shaker" propulsée au nitrométhane grâce au préparateur Vic Edelbrock battit enfin le moteur Offenhauser (Offy) alors impliqué dans une longue série de victoires, au Gilmore Stadium, avant de confirmer la nuit suivante à l'Orange Show Stadium. Cette voiture "de poche" fut encore utilisée en 1959 par Ward pour vaincre un parterre de Formule 1 lors d'une course libre à Lime Rock Park, malgré sa réputation de performances plus adaptées à des circuits ovales, ainsi qu'au GP des États-Unis 1959 (abandon après 20 tours).
Sa carrière en compétition automobile pour l'American Championship car racing s'étale entre 1951 et 1966 (trois saisons en AAA, le restant en USAC, avec une dernière course à l'Indy 500 1966, alors 15e). Il rejoint l'écurie Leader Card Racers en 1959.
En 1960, son duel avec Jim Rathmann à l'Indy 500 est particulièrement épique. En 1962, il prend la tête de course dès le 126e tour, pour ne plus la lâcher.
Sur 150 départs entre 1950 et 1964, il obtient 26 victoires classantes en championnat entre 1953 et 1966 et termine au "top dix" dans plus de la moitié des cas.
L'Indy 500 fut comptabilisé en Championnat du monde de Formule 1 entre 1950 et 1960. À ce titre, il y comptabilise en 12 courses (10 Indy 500, et 2 GP des États-Unis en 1959 et 1963), 14 points, 2 podiums et une victoire.
Il est commentateur sportif pour ABC entre 1965 et 1970, essentiellement pour les courses de NASCAR et d'IndyCar. Entre 1980 et 1985, il fait encore des commentaires spécialisés sur le réseau radio de l'Indianapolis Motor Speedway, puis il se retire à Tustin (Californie). Des années plus tard, il devient directeur des relations publiques pour le nouvel Ontario Motor Speedway (en), puis il dirige l'équipe du Circus Circus unlimited hydroplane team.

## Titres
- USAC National Championship (en): 1959 et 1962;
  - Vice-champion en 1960, 1963, et 1964 (sans victoire);
  - 3e en 1961.

### Principales victoires en championnat
(2 en AAA et 24 en USAC)
- 1953: Springfield 100 (Illinois State Fairgrounds Racetrack 2) et Detroit 100 (Michigan State Fairgrounds Speedway) (en AAA Championship) ;
- 1957: Rex Mays Classic, Springfield 100 et Golden State 100 (USAC) ;
- 1958: Milwaukee 200 2 et Trenton 100 race 2 (USAC) ;
- 500 miles d'Indianapolis: 1959 (victoire retenue pour le Championnat du monde de F1) et 1962 (les deux fois pour Leader Cards) (USAC) ;
  - 2e en 1960 et 1964 ;
  - 3e en 1961 ;
  - classé dans les 5 premiers à 6 reprises, et dans les 10 premiers à 7, en 15 courses de 1951 à 1966, dont 14 consécutives ;
- 1959 (autres): Indianapolis Sweepstakes (non classant), Milwaukee 200, Ted Horn Memorial et Hoosier Hundred ;
- 1960: Trenton 100 et  Rex Mays Classic ;
- 1961: Rex Mays Classic, Syracuse 100 et Golden State 100 ;
- 1962 (autres): Trenton 150, Tony Bettenhausen 200 et Syracuse 100 ;
- 1963: Rex Mays Classic, Tony Bettenhausen Memorial, Hoosier Hundred, Golden State 100 et Bobby Ball Memorial ;
- 1966: Trenton 150.

## Distinctions
- Membre de l'Auto Racing Hall of Fame d'Indianapolis ;
- International Motorsports Hall of Fame en 1992 ;
- Motorsports Hall of Fame of America en 1995 ;
- National Midget Auto Racing Hall of Fame en 1995 ;
- West Coast Stock Car Hall of Fame en 2003.

## Images

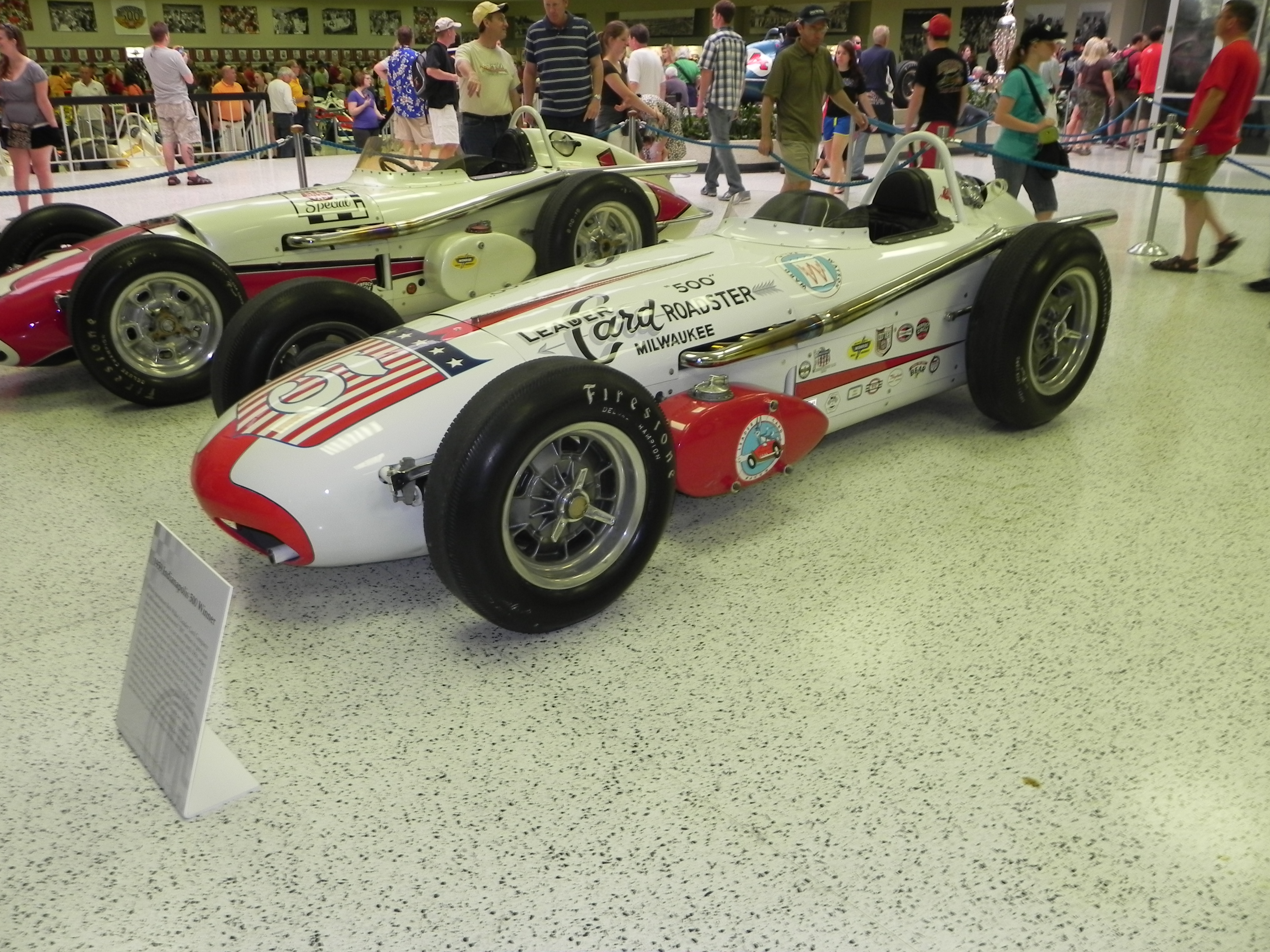
Sa Watson-Offy victorieuse en 1959 ;
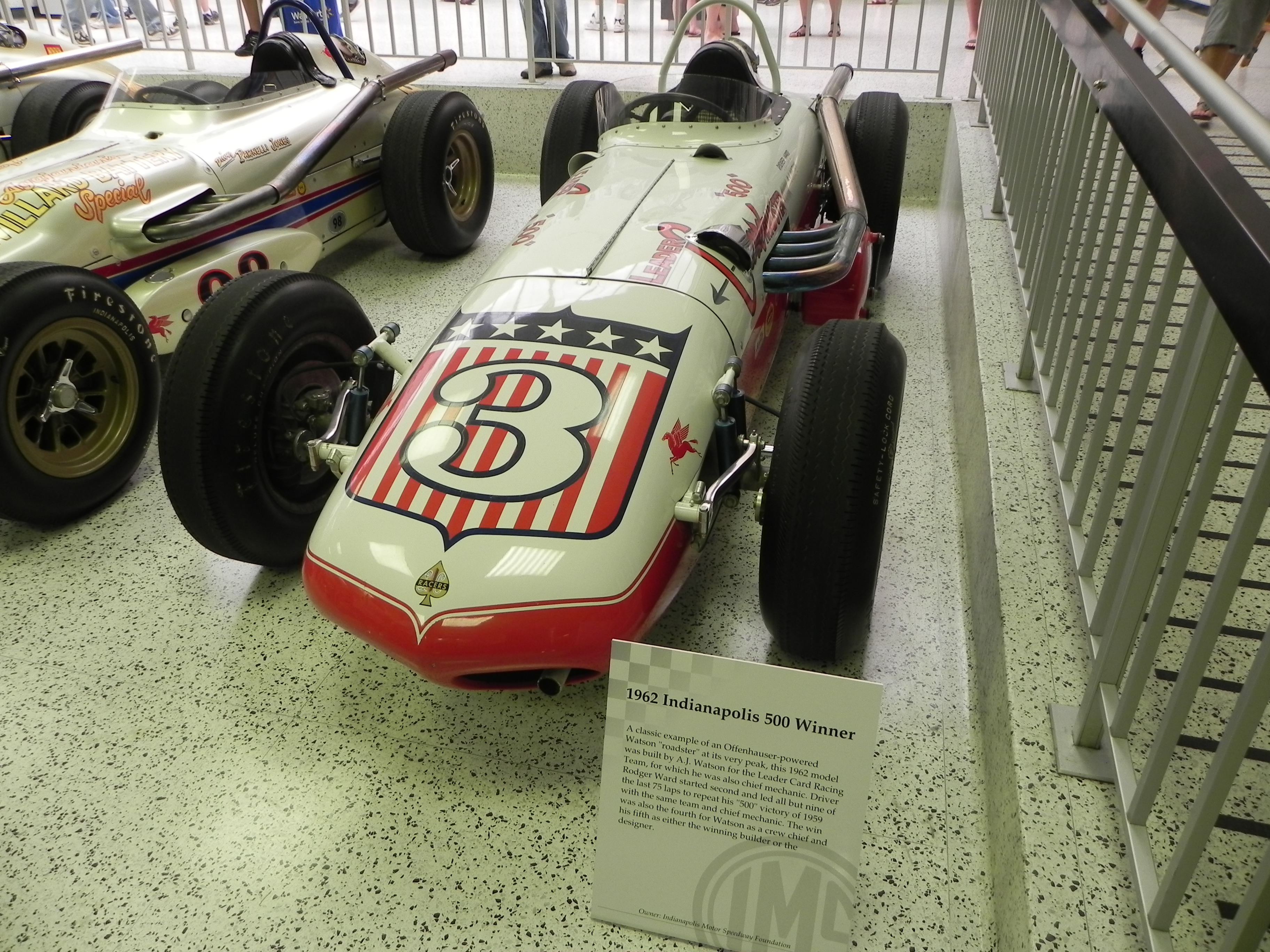
Son autre Watson-Offy, victorieuse en 1962 (IMS Hall of Fame Museum) ;
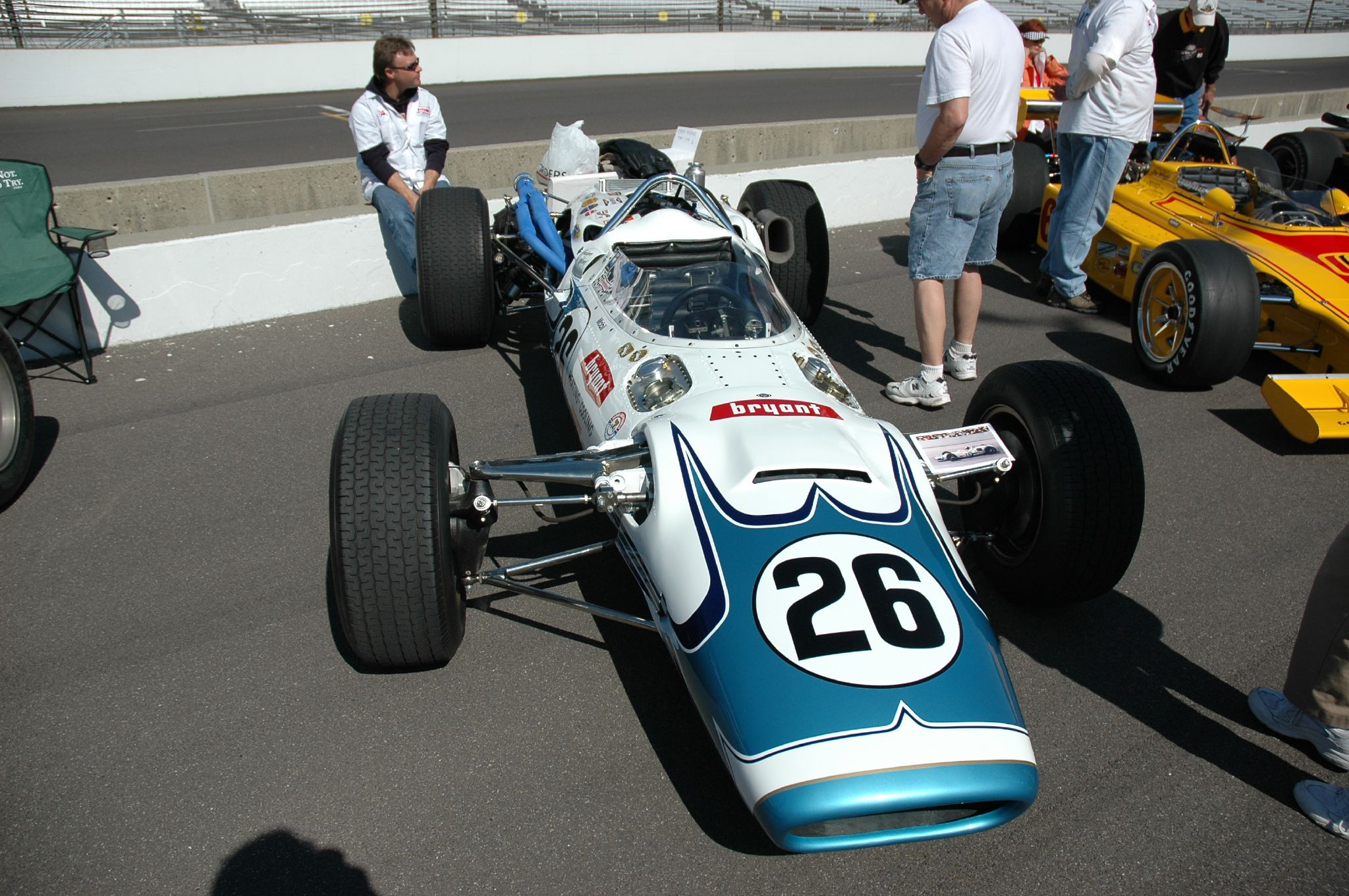
La Lola-Offy pour sa dernière apparition à l'Indy 500, en 1966.